# High Line
High Line (ang. The High Line) – park w Nowym Jorku, na Manhattanie, który powstał na estakadzie dawnej linii kolejowej West Side Line o długości 2,33 km. High Line rozciąga się od Meatpacking District i biegnie przez dzielnicę Chealsea do Hudson Yards. Projekt, wiszącego 10 metrów nad ziemią parku, został wykonany przez nowojorskie studio dizajnu Diller Scofidio+Renfro we współpracy z architektami krajobrazu Jamesem Cornerem i Pietem Oudolfem. Konstrukcja parku nawiązuje do "Promanade Plantée" w Paryżu.
Od otwarcia w 2009 roku park High Line stał się jednym z najważniejszych miejsc turystycznych Nowego Jorku, odwiedzanym przez około 8 milionów osób rocznie. Całość inwestycji kosztowała prawie 223 miliony dolarów.

## Historia

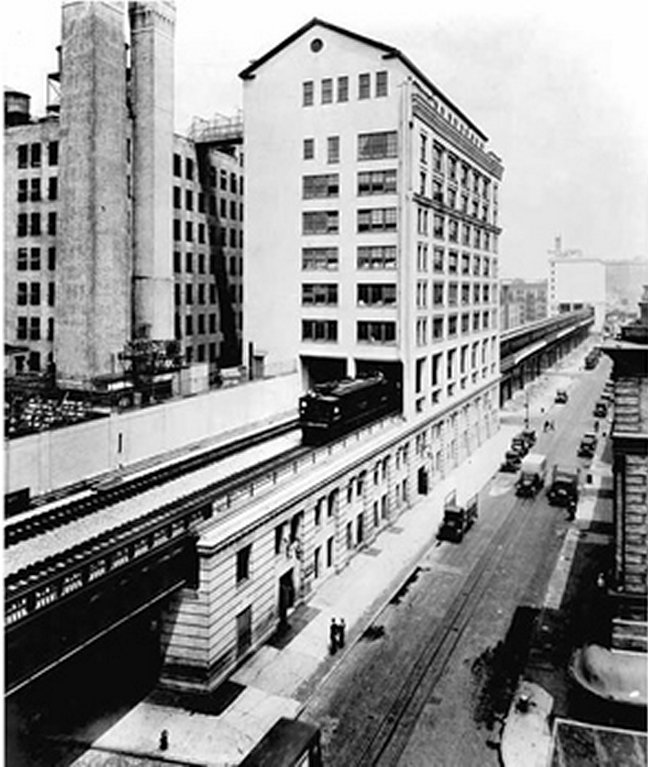
Pociąg przejeżdżający przez budynek Bell Laboratories, widziany z ulicy Washington Street w 1936 roku. Do dziś istnieje nieduży odcinek toru biegnący przez trzeci poziom budynku

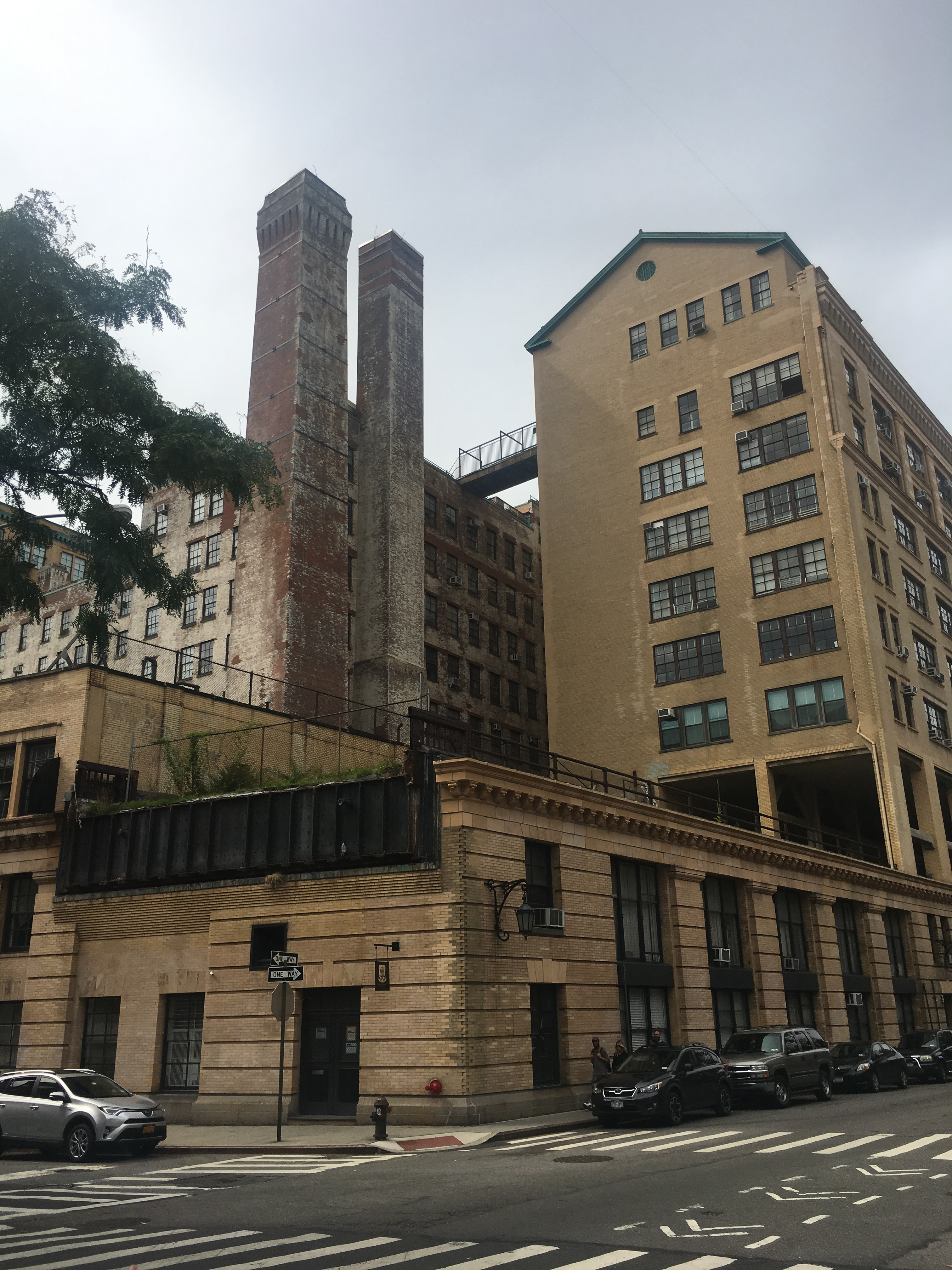
Budynek Bell Laboratories w 2017 roku

W 1847 r. miasto Nowy Jork zezwoliło na budowę torów kolejowych wzdłuż Alei Dziesiątej i Jedenastej w dzielnicy Upper West Side na Manhattanie. Pierwotnie po torach jeździły pociągi towarowe, zarządzane przez New York Central Railroad, które dostarczały żywność na dolny Manhattan. Obecność linii kolejowej wzdłuż ruchliwej Dziesiątej Alei powodowała wiele wypadków pomiędzy pieszymi, samochodami i pociągami. Z czasem Dziesiątej i Jedenastej Alejom nadano przydomek "Aleja śmierci" (ang. Death Avenue). Dla bezpieczeństwa kolej wynajęła „kowbojów z West Side” (ang. West Side Cowboys), mężczyzn, którzy dla bezpieczeństwa ruchu jeździli konno z przodu pociągów i machali flagami. Po wielu latach publicznych debat władze miasta postanowiły wybudować estakadę.
W latach 20. XX wieku rozpoczęły się prace nad likwidacją naziemnych torów kolejowych i budowy podwyższonej estakady. W 1934 roku na linii High Line, która wtedy nosiła nazwę „West Side Elevated Line” zaczął kursować pierwszy towarowy pociąg.

### Upadek linii
Z czasem wykorzystanie pociągów zmniejszyło się ze względu na wzrost transportu ciężarowego, aż w latach 80. linia przestała być wykorzystywana całkowicie. Wtedy zaczęły się pojawiać pierwsze głosy w sprawie wyburzenia nieużywanej estakady.
W latach 80.–90. linia kolejowa znajdowała się w całkowitym upadku. Estakada zaczęła zarastać chwastami i stała się niebezpiecznym miejscem, przyciągającym dilerów sprzedających narkotyki. W 1991 roku 5 przęseł estakady od Bank street do Gansevoort street zostało zburzonych przez przebudowę starego magazynu w budynek mieszkalny. Przez wiele lat porzucona High Line uważana była za brzydką konstrukcję, psującą wizerunek miasta. Ówczesny burmistrz Nowego Jorku Rudy Giuliani podpisał dokument nakazujący rozbiórkę High Line. Niewielu krytyków dostrzegało w tym czasie potencjał tego miejsca, jako "kwitnącego ogrodu dzikich roślin".

### Rewitalizacja i "Przyjaciele High Line"

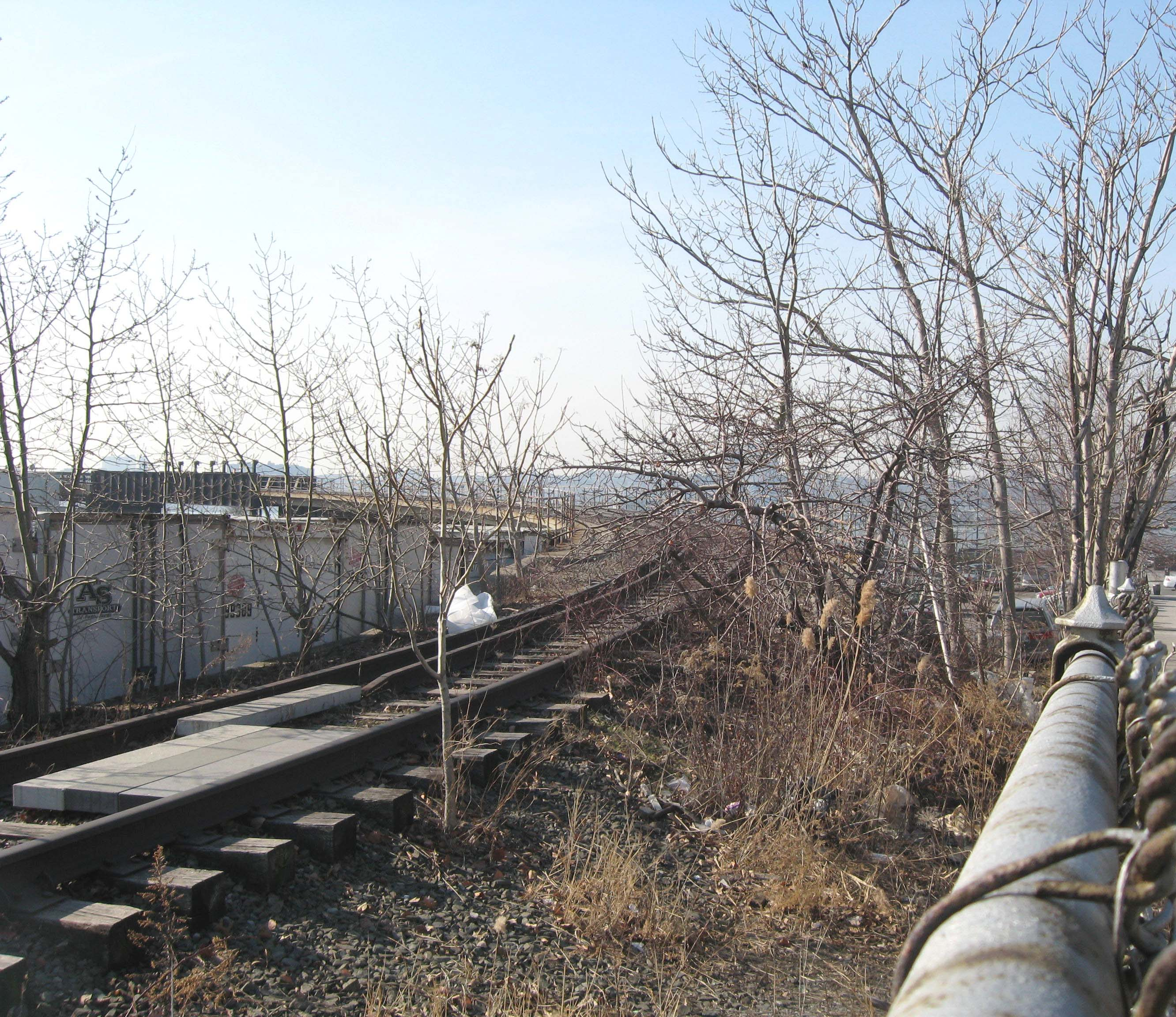
Porzucony odcinek High Line w 2009 roku

Sprawą High Line zainteresowało się dwóch mieszkańców Nowego Jorku: Robert Hammond i Joshua David, którzy opowiadali się za zachowaniem High Line i ponownym jej wykorzystaniem jako publiczną przestrzeń, podwyższony park lub zieloną drogę podobną do Promenade Plantée w Paryżu. W tym celu w 1999 roku Robert Hammond i Joshua David założyli organizację non-profit "Przyjaciele High Line" (ang. Friends of the High Line). Robert Hammond i Joshua David przekonali władze miasta o tym, że należy wyremontować estakadę i przerobić ją na miejsce wypoczynku, argumentując, że w ten sposób wzrosną ceny na wartosć gruntów w okolicy. Stowarzyszenie zaczęło organizować wycieczki na High Line z celem zapoznać mieszkańców z przestrzenią i przekonać ich, że ma ona duży potencjał. Pomysł przebudowy linii kolejowej High Line na park wypoczynkowy zyskał dużo zwolenników wśród znanych osób, mieszkających w Nowym Jorku: aktorów, polityków i działaczy społecznych. Jednym z członków rady dyrektorów "Przyjaciół High Line" jest amerykański aktor Edward Norton.
Rozpoczęła się zbiórka pieniędzy. W tym czasie dobiegła końca kadencja burmistrza Giulianiego i w 2001 roku nowym burmistrzem Nowego Jorku został Michael Bloomberg.
W 2002 roku "Przyjaciele High Line" wspólnie z organizacją "Design Trust for Public Spaces" opracowali pierwszy plan dotyczący przebudowy linii kolejowej pod tytułem "Odzyskiwanie High Line". To opracowanie było pierwszym krokiem do oszacowania kosztów projektu. Drugim krokiem było ogłoszenie konkursu architektonicznego zagospodarowania estakady, na który ostatecznie wpłynęło 720 prac z 36 krajów. Pomysły były przeróżne, nawet takie jak przerobienie High Line na dwukilometrowy basen.
W 2004 roku "Przyjaciele High Line" i władze miasta Nowy Jork ogłosili kolejny konkurs na wykonanie przebudowy High Line. Zwyciężył projekt autorstwa zespołu Field Operations i Diller ScoÞ dio + Renfro.

### Gentryfikacja
Na początku swojego istnienia park był niezwykły pod kątem nietypowej lokalizacji. Z parku otwierały się widoki na dachy stojących obok budynków. Z czasem przez obecność High Line dzielnice, przez które przebiega park stawały się coraz bardziej prestiżowe, wskutek czego park został otoczony wysokimi luksusowymi budynkami, które powstawały wzdłuż, zmieniając tym samym krajobraz miejski, a co za tym idzie i widoki z parku. Teraz przechadzając się High Line ludzie mogą zaglądać w okna budynków bądź to mieszkalnych, biurowych lub galerii sztuki, które są na tym samym poziomie.
Niektórzy krytycy obwiniają park High Line, że spowodował on proces hipergentryfikacji dzielnicy. „Kiedy po raz pierwszy odwiedziłem park, byłem nim zachwycony” – powiedział Alex Reichl, profesor nauk politycznych z Queens College, który pisał o High Line dla czasopisma "Urban Geography". „Ale coraz bardziej czułem, że staje się on ekskluzywną przestrzenią, zaczyna brakować różnorodności, z której słynie Nowy Jork. Dla mnie to jest przegrana sprawa”. Zamiast poprawy poziomu życia mieszkańców, park stał się jedną z najpopularniejszych atrakcji turystycznych i spowodował z jednej strony, że kiedyś przemysłowe dzielnice takie jak Chelsea stały się bardziej atrakcyjne dla mieszkańców i turystów, z drugiej zaś obecność High Line wpłynęła na wzrost cen na nieruchomości w jej okolicy.

## W kulturze popularnej
Reżyser Zbigniew Rybczyński nakręcił teledysk do singla Art of Noise „Close (to the Edit)” na linii High Line w 1984 roku.
W 2001 roku fotograf Joel Sternfeld udokumentował zniszczoną linię High Line w swojej książce Walking the High Line.

## Galeria

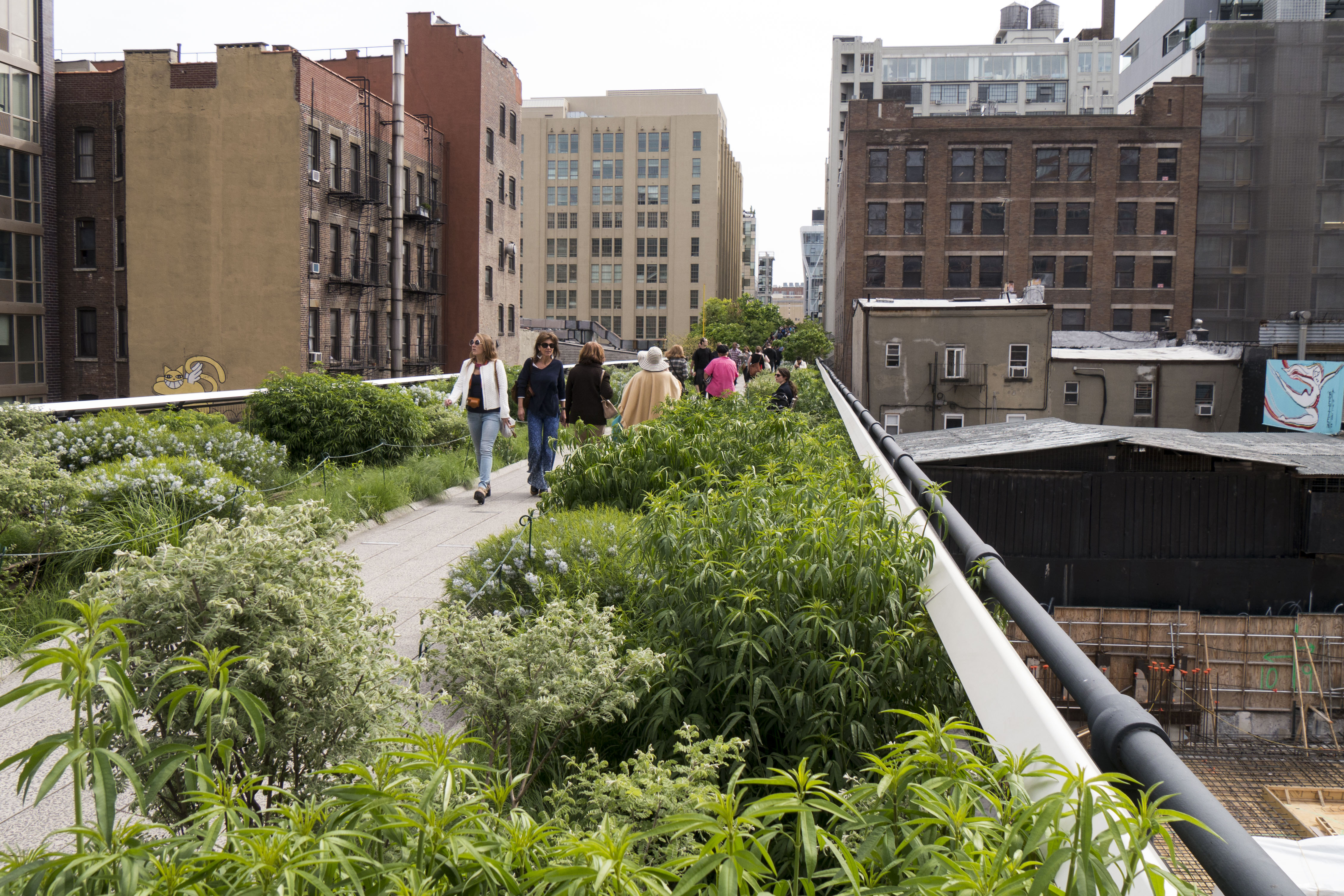
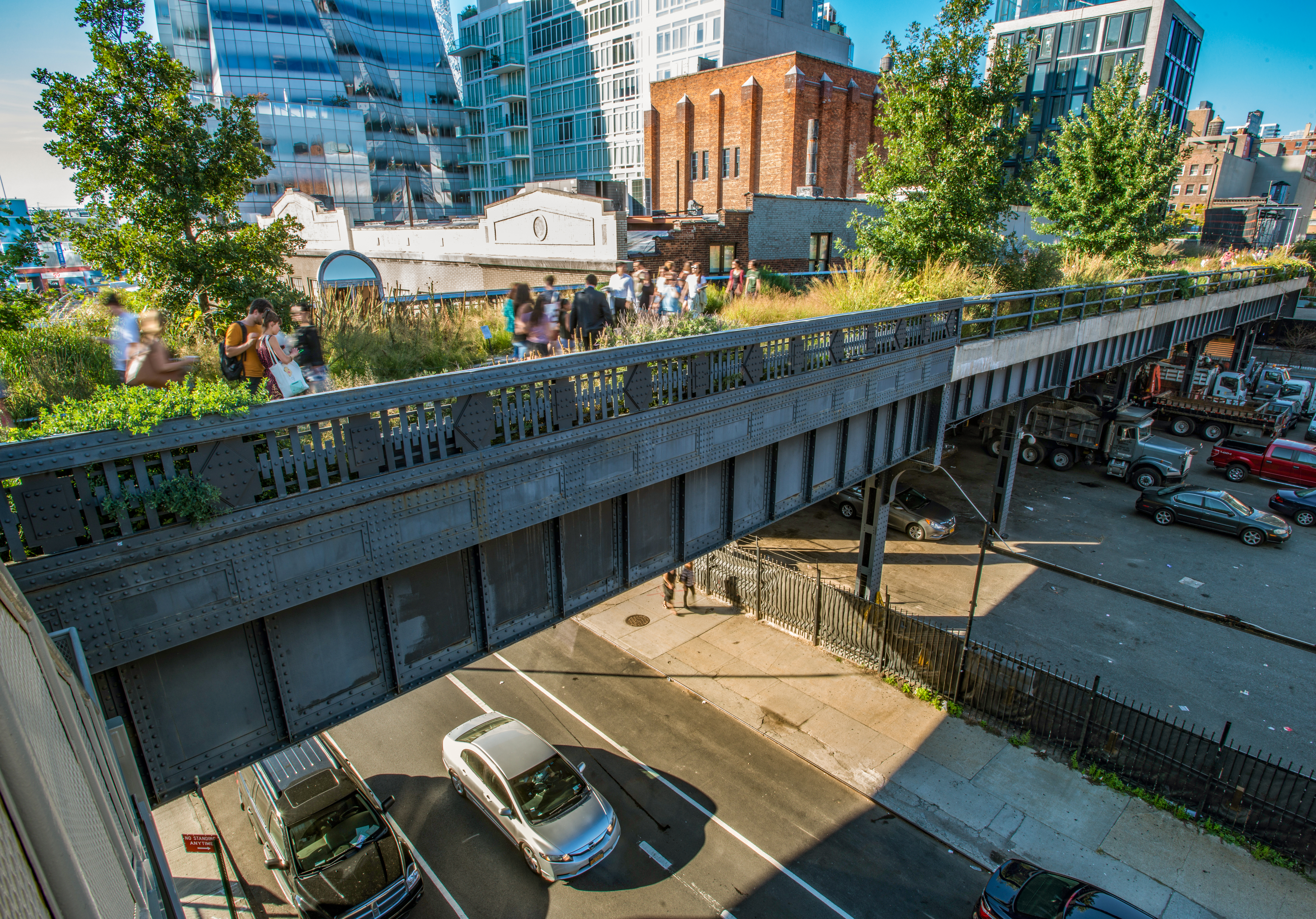
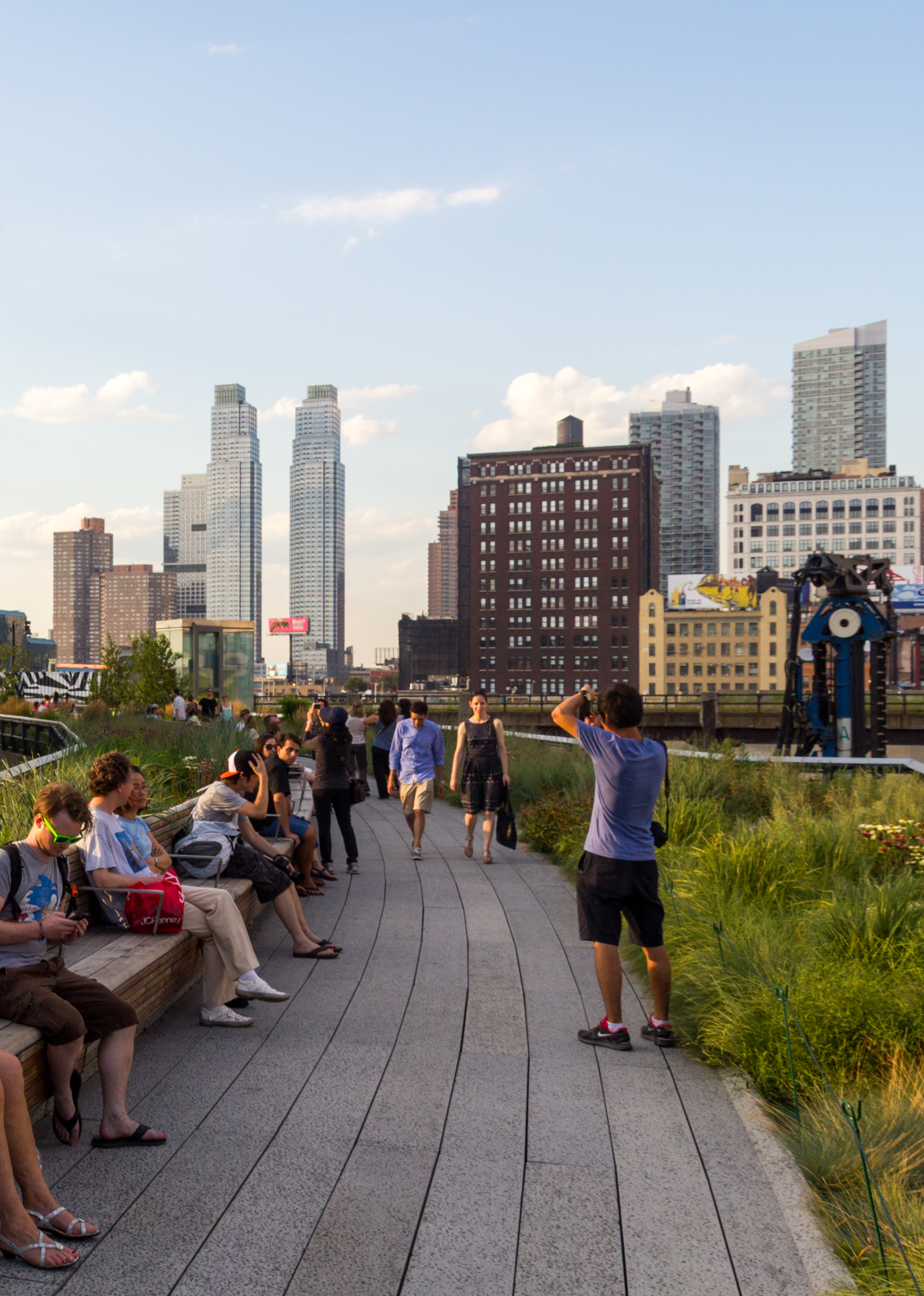
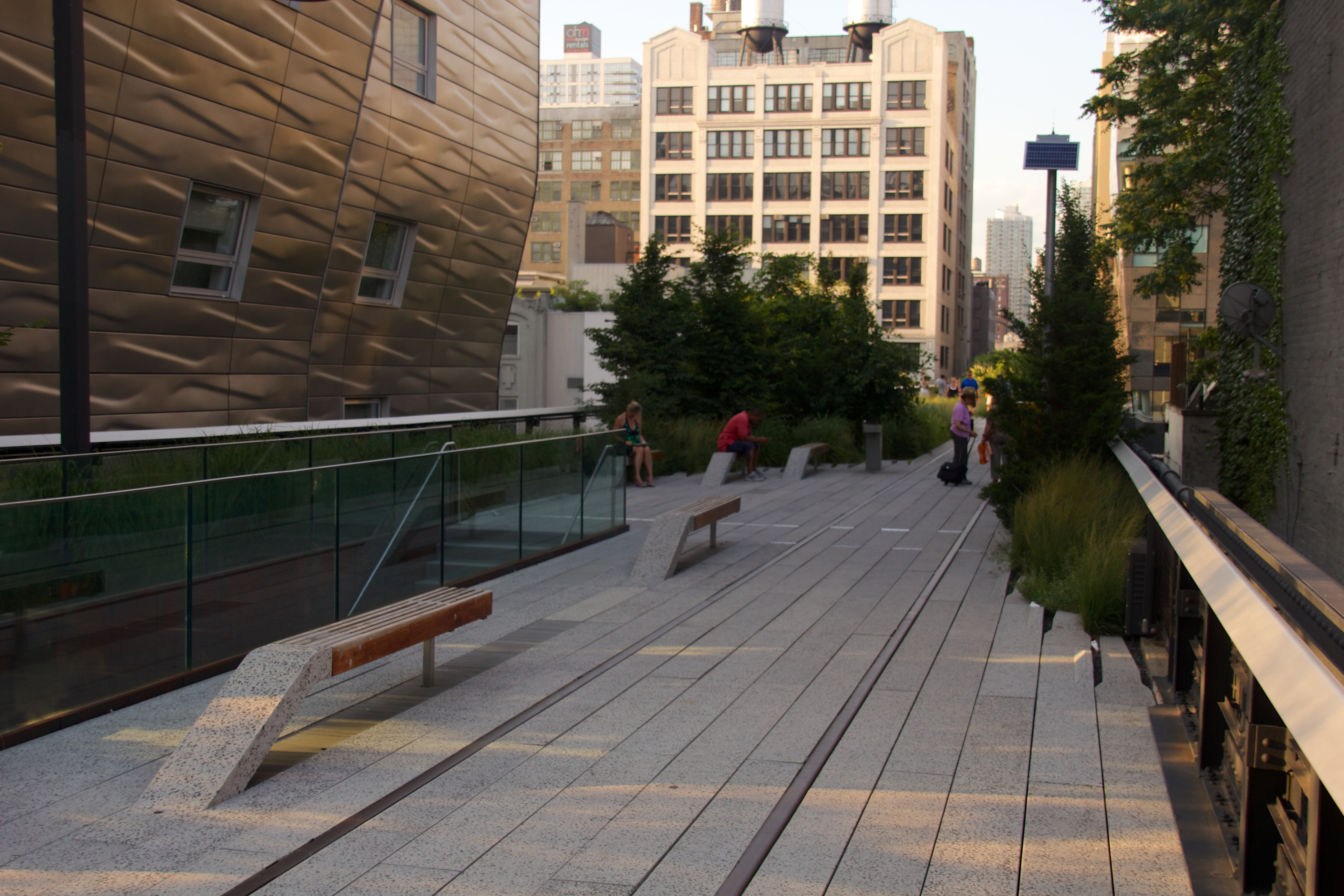
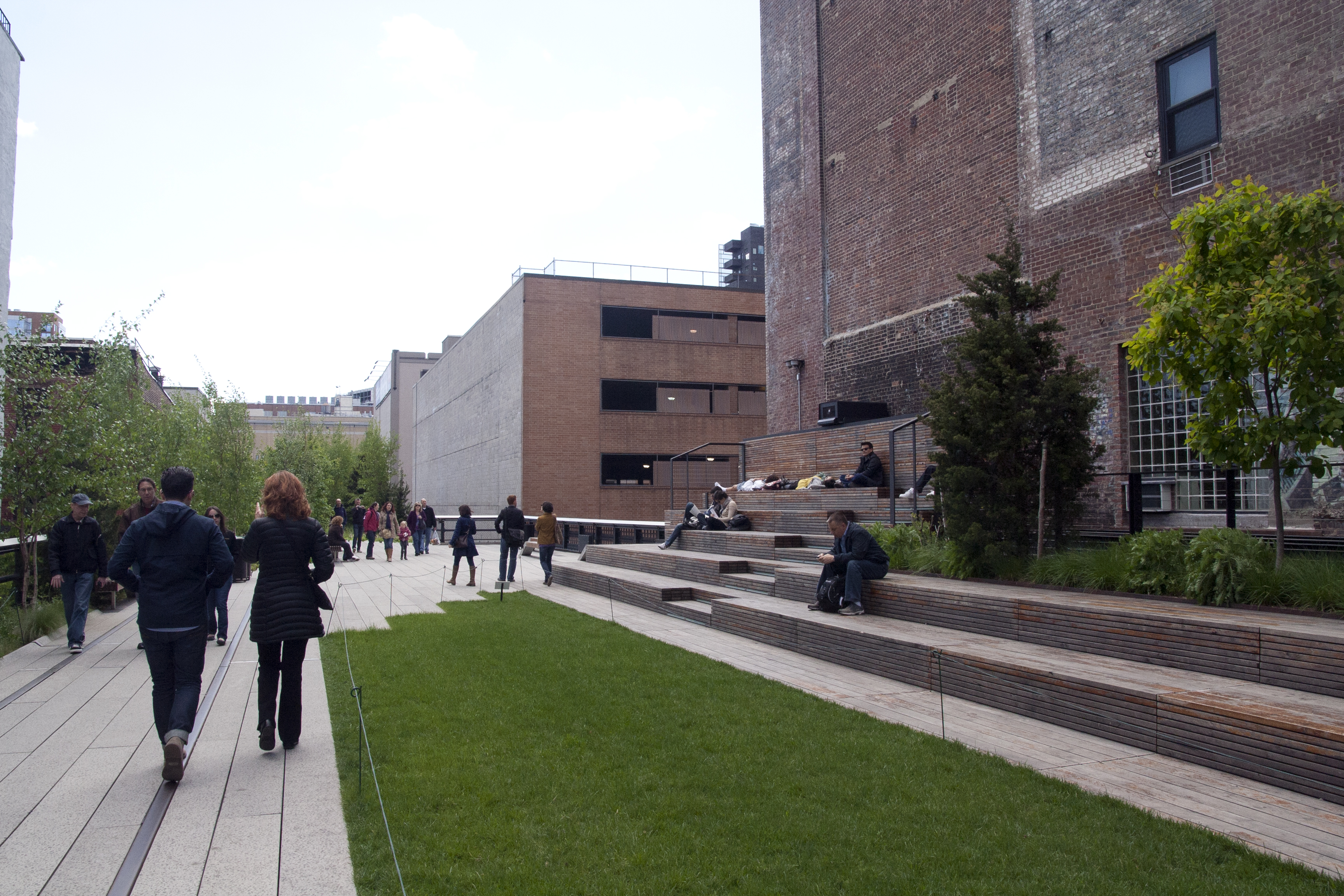
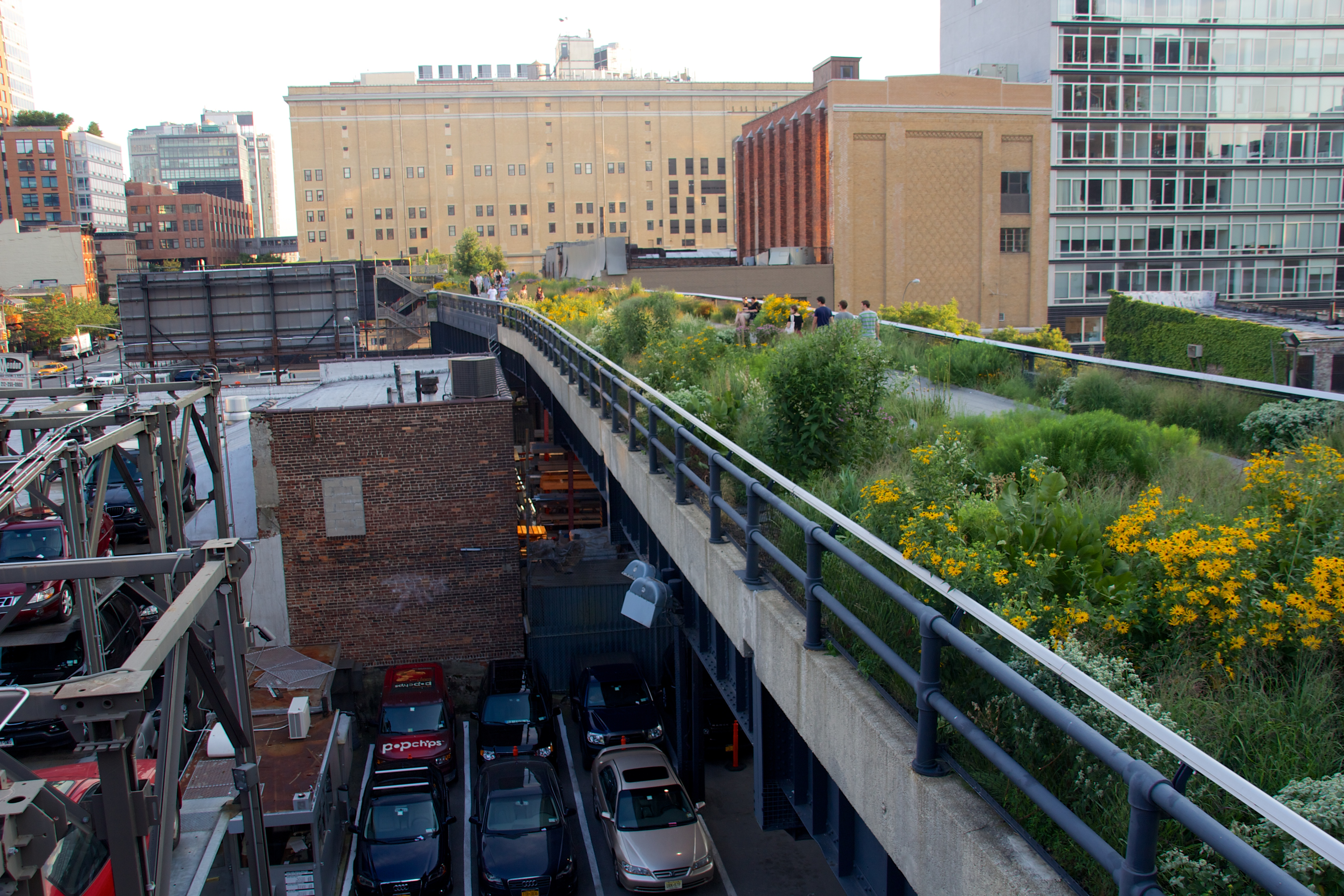
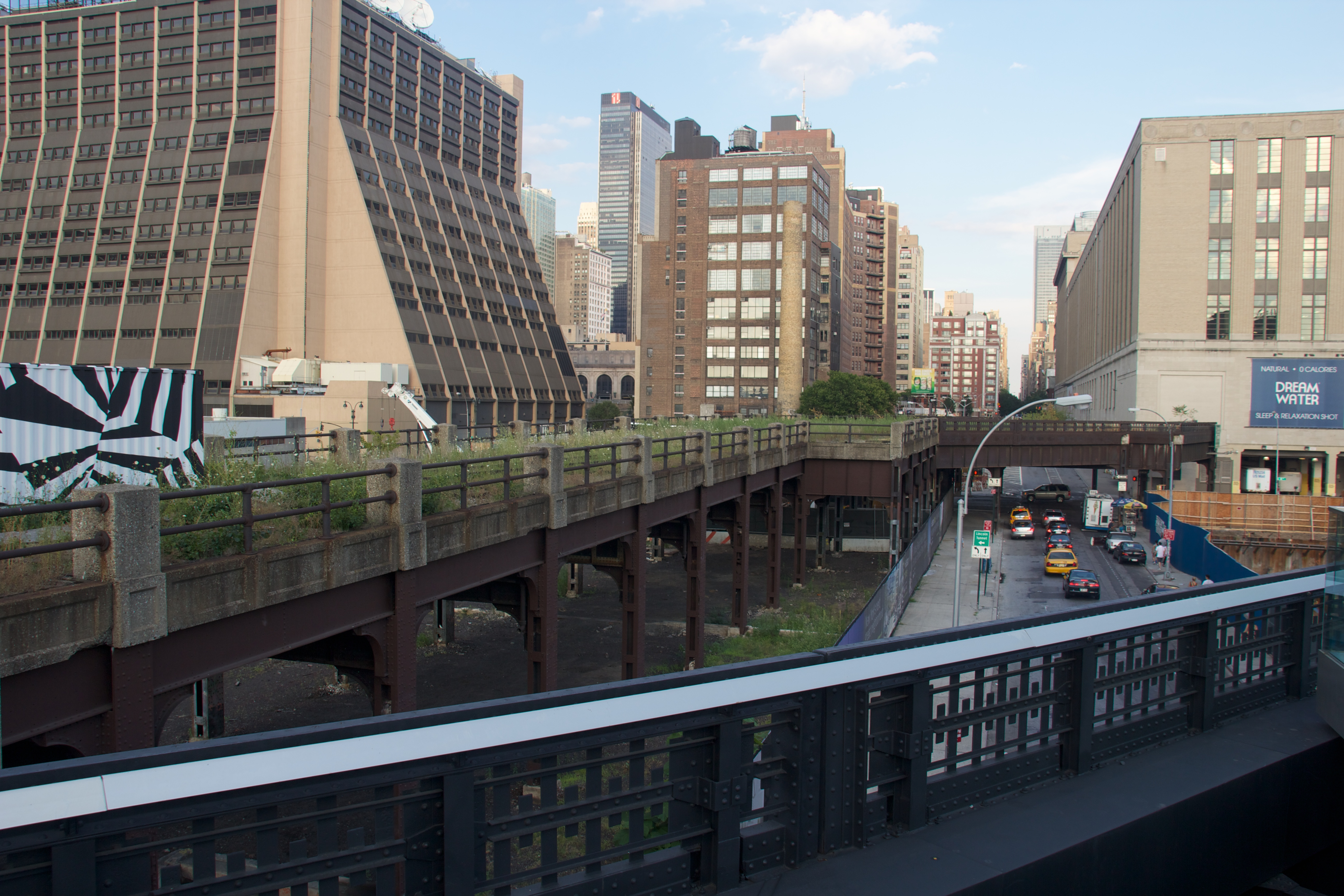
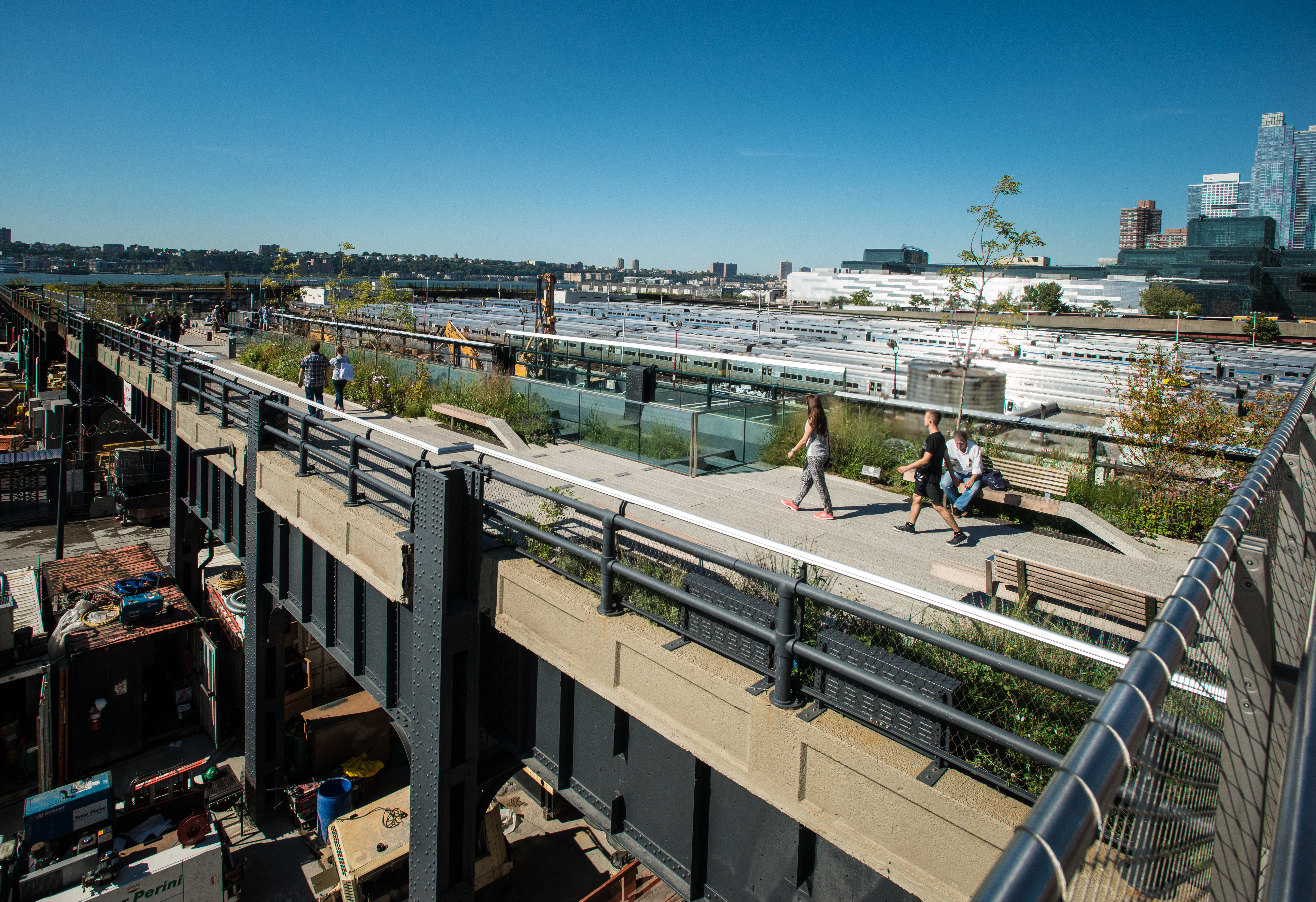